# Sociedad Deportiva Lemona
La Sociedad Deportiva Lemona era una società calcistica con sede a Lemoa, nei Paesi Baschi, in Spagna. 
Giocava le partite casalinghe nello Stadio Arnolagusia.

## Storia
La società, pur essendo un club di un paese molto piccolo (Lemoa ha poco meno di 3.000 abitanti), risuscì a raggiungere la Segunda Division B, in parte attraverso la sponsorizzazione Lemona Cement Company, società operante nel ramo cementizio avente sede nella stessa località. Questa sinergia fece guadagnare alla squadra l'appellativo di Cementeros.
Nelle stagioni 2001-2002 e 2002-2003 vinse il campionato di Tercera División. La miglior stagione del club fu quella del 1996-1997, nella quale la squadra si qualificò per i play-off per la promozione alla Segunda División spagnola, dove venne però eliminata.
La società fallì nel luglio del 2012 a causa di problemi finanziari

## Tornei nazionali
- Segunda División B: 20 stagioni
- Tercera División: 14 stagioni

## Stagioni
| Stagione    | Categoria      | Posizione |
| ----------- | -------------- | --------- |
| dal 1929-30 | Cat. Regionali | —         |
| al 1976-77  | Cat. Regionali | —         |
| 1977/78     | 3ª             | 7°        |
| 1978/79     | 3ª             | 13°       |
| 1979/80     | 3ª             | 20°       |
| 1980/81     | 3ª             | 18°       |
| 1981/82     | 3ª             | 7°        |
| 1982/83     | 3ª             | 13°       |
| 1983/84     | 3ª             | 10°       |
| 1984/85     | 3ª             | 18°       |
| 1985/86     | Cat. Regionali | —         |
| 1986/87     | 3ª             | 3°        |
| 1987/88     | 2ªB            | 7°        |
| 1988/89     | 2ªB            | 15°       |
| 1989/90     | 2ªB            | 7°        |
| 1990/91     | 2ªB            | 6°        |
| 1991/92     | 2ªB            | 15°       |
| 1992/93     | 2ªB            | 14°       |
| 1993/94     | 2ªB            | 10°       |

| Stagione | Categoria | Posizione |
| -------- | --------- | --------- |
| 1994/95  | 2ªB       | 8°        |
| 1995/96  | 2ªB       | 14°       |
| 1996/97  | 2ªB       | 4°        |
| 1997/98  | 2ªB       | 9°        |
| 1998/99  | 2ªB       | 18°       |
| 1999/00  | 3ª        | 2°        |
| 2000/01  | 3ª        | 1°        |
| 2001/02  | 3ª        | 1°        |
| 2002/03  | 3ª        | 4°        |
| 2003/04  | 3ª        | 2°        |
| 2004/05  | 2ªB       | 8°        |
| 2005/06  | 2ªB       | 9°        |
| 2006/07  | 2ªB       | 8°        |
| 2007/08  | 2ªB       | 7°        |
| 2008/09  | 2ªB       | 6°        |
| 2009/10  | 2ªB       | 6°        |
| 2010/11  | 2ªB       | 10°       |
| 2011/12  | 2ªB       | 19°       |

## Palmarès

### Competizioni nazionali
- Tercera División: 2

2000-2001, 2001-2002

### Altri piazzamenti
- Tercera División:

Secondo posto: 2003-2004
Terzo posto: 1986-1987
- Copa Federación de España:

Finalista: 2010-2011, 2011-2012